# Jan Marek Marci
Pour les articles homonymes, voir Jan Marek et Marci.
Jan Marek Marci, en latin Johannes Marcus Marci de Cronland, né le 13 juin 1595 à Landskron (royaume de Bohême) et mort le 10 avril 1667 à Prague, est un médecin, scientifique et philosophe.

## Biographie
Né en 1595 à Landskron en royaume de Bohême d'un père administrateur de biens, Jan Marci a fréquenté l'école jésuite de Jindřichův Hradec à partir de 1608. Il étudie la philosophie et la théologie à Olomouc afin de devenir prêtre, formation qu'il abandonne en 1618 pour se consacrer avec succès à la médecine à l'université Charles de Prague. Il devient médecin en 1626, puis doyen et enfin recteur de la faculté de médecine.
Il rencontre en 1638 à l'occasion d'un voyage à Rome l'érudit jésuite Athanasius Kircher avec lequel il entretiendra une longue amitié. Ce dernier l'initie à la connaissance (de l'époque) des écritures orientales, notamment de l'arabe.
Jan Marci met sur pied et commande une faction militaire estudiantine lors du siège de Prague par l'armée suédoise en 1648. Anobli en 1654 pour services rendus au combat, il se voit accorder le nom de Johannes Marcus Marci de Cronland.
Il a été le médecin personnel des empereurs Ferdinand III et Léopold I. Figure importante de la culture pragoise du XVIIe siècle, il était particulièrement en rapport avec Juan Caramuel y Lobkowitz ainsi qu'avec Rodrigo de Arriaga (sa Philosophia vetus restituta est un long dialogue polémique avec son œuvre).
Il est aussi cité pour avoir été le second possesseur connu du Manuscrit de Voynich, le précédent étant son ami Georgius Baresch.

## Hommage
Un cratère de la face cachée de la Lune porte son nom.

## Travaux
Comme tous les érudits de son époque, Marci laisse une œuvre très éclectique ; parmi une foule de résultats, on peut signaler :
1. Ses travaux en médecine (épilepsie, embryogénèse, ...), connus de Harvey.
2. Ses travaux en mécanique (particulièrement mécanique du choc), connus de Huygens.
3. Ses travaux en optique (avec Balthazar Conrad (1599-1660)), connus en Angleterre (Barrow, maître de Newton, les utilise sans doute).
4. Ses travaux en épigraphie (dont l'étude du manuscrit de Voynich).

Mais son style reste confus et son œuvre relativement méconnue.

### Œuvres
- Idearum operatrium idea, sive Hypotyposis et detectio illius occultae virtutis (1636)
- De proportione motus, seu Regula sphygmica (1639)
- Thaumantias. Liber de arcu coelesti deque collorum apparentium natura ortu et causis (1648)
- Dissertatio in propositiones physicomathematicas de natura iridis (1650)
- De longitudine, seu Differentia inter duos meridianos (1650)
- Labyrinthus, in quo via ad circuli quadraturam pluribus modis exhibetur (1654)
- Philosophia vetus restituta (1662)
- Otho-Sophia, seu Philosophia impulsus universalis (1683), posthume, 200 p.

### Études
- Giuliana Mocchi, Idea, mente, specie. Platonismo e scienzia in Johannes Marcus Marci (1595-1667), Rubbettino Editore, 1990, 314 p.
- (de) Ivo Schneider, « Marci von Kronland, Johann Marcus », dans Neue Deutsche Biographie (NDB), vol. 16, Berlin, Duncker & Humblot, 1990, p. 119–120 (original numérisé).